# Церковь в Лангенберге
Церковь в Лангенберге (нем. Pfarrkirche zu Langenberg) — протестантская деревенская церковь Четырнадцати святых помощников (нем. Vierzehn-Nothelfer-Kirche), расположенная в районе Лангенберг города Гера; здание, подвал которого относится к XII/XIII векам, было освящено в 1491 году.

## История и описание
Строительство современного здание церкви в Лангенберге (сейчас это район города Гера) началось в 1467 году на месте более раннего храма, относившегося в XII/XIII векам; освещение церкви в честь Четырнадцати святых помощников (нем. Vierzehn-Nothelfer-Kirche) состоялось почти три десятилетия спустя — в 1491 году. К этому времени относится и позднеготический серебряный алтарь храма. В 1502 году здание было дополнено башней (колокольней) с высотой шпиля в 60 метров; колокольня была построена на месте романской колокольни-предшественницы. Современный облик церковь в Лангенберге приобрела после крупной перестройки нефа, начатой в 1750 году и завершенной в 1754. Уже в XX века здание было дважды отремонтировано: в первый раз в 1927 году, а последний ремонт, вернувший зданию многие элементы его исторического облика, проводился в период с 1984 по 1985 год. Орган церкви был создан в 1755 году местным мастером Криштианом Эрнстом Фредеричи; в 1898 году его механические приводы были заменёны на пневматические.